# André Davesne
Pour les articles homonymes, voir Davesne.
 (avril 2013).
Si vous disposez d'ouvrages ou d'articles de référence ou si vous connaissez des sites web de qualité traitant du thème abordé ici, merci de compléter l'article en donnant les références utiles à sa vérifiabilité et en les liant à la section « Notes et références ».
André Prosper Davesne, né à Château-Chinon (Nièvre) le 1er février 1898 - décédé à Périgueux (Dordogne) le 6 août 1978, est un écrivain et enseignant français.

## Biographie
Il est né sur la Place Notre-Dame à Château-Chinon. Son père, Paul Ernest, était directeur de l'École Primaire Supérieure et son grand-père vigneron.
Prisonnier deux fois pendant la première Guerre Mondiale et deux fois évadé. C'est le sujet de son livre La Guerre de papa (Éditions Fanlac, Périgueux, 1964). Il commence sa carrière d'enseignant en Afrique noire, où il restera jusqu'en 1939 (entre autres à Bamako au Mali et à Brazzaville au Congo) et qui lui inspirera Croquis de brousse (Éditions du Sagittaire, 1943). Il y côtoie d'autres enseignants-écrivains comme Georges Hardy, Oswald Durand et le controversé André Demaison (1883-1956). En 1935, il rend visite à Albert Schweitzer, dans son hôpital de Lambaréné, au Gabon.
C'est l'un des pionniers des méthodes de Célestin Freinet. Il rédige les premiers manuels de lecture pour les élèves africains. Certains de ces livres étaient encore en usage, il y a peu, dans des écoles africaines. Un groupe scolaire de Bamako porte son nom. Il a aussi été en poste, au Sénégal (ville de Thiès).
À son retour en France en 1939, il prend une part active dans la Résistance[réf. nécessaire]. Il est nommé Inspecteur de l'enseignement primaire à Sarlat puis, en 1945 devient Inspecteur d'académie de la Dordogne jusqu'à sa retraite en 1963.
En France, la Librairie strasbourgeoise Istra publie en 1932 les Contes de la Brousse et de la Forêt, écrits en collaboration avec Joseph Gouin et illustrés dans un premier temps par Charles Schott puis par P. Lagosse. Ils furent traduits en anglais sous le titre : Tales of the Bush. Sur 35 contes, la moitié provient d'Afrique noire (Histoire de Mosikasika, le petit poussin ; La belle histoire de Samba ; Le Cultivateur et le Guinnarou, etc.), le reste étant des contes français, nord-africains ou asiatiques. En 1946, parait, toujours chez Istra, le conte Massa Kokari, lièvre d'Afrique.

## Œuvres
- Mamadou et Bineta apprennent à lire et à écrire
- Nouveau syllabaire de Mamadou et Bineta
- Les premières lectures de Mamadou et Bineta
- Mamadou et Bineta sont devenus grands

Autres titres
- Contes de la Brousse et de la Forêt illustrés par Paulette LAGOSSE - Ed. Istra (1921-1996)
- Croquis de brousse - Éd. du Sagittaire, 1943
- Les Lectures Vivantes (avec J.Gouin) - Ed. Istra (1951)
- Bien lire et bien dire - Mon livre de français au cours élémentaire (avec Gustave Beaudouin), 1952 et 1959
- Le Français élémentaire : Nouveau cours de langage pour les classes de débutants des écoles africaines - Ed. Istra (1956)
- Manuel d'agriculture - Ed. Istra (1958)
- La Famille Diavara - Ed. Istra (1959)
- Bien lire et bien dire - : Manuel de lecture pour des cours moyens 1re et 2eme années (avec Bjornson-Langen) - Ed. Lavauzelle, 1962
- Langue Française - Ed. Istra (1962)
- La guerre de papa - Ed. Fanlac (1964)
- Nous avons cinq ans (avec Mme Meymi) - Ed. Larousse (1965)

Une partie des manuels scolaires a été rééditée par EDICEF (groupe Hachette Livre).

## Distinctions
- Officier de la Légion d'honneur[Quand ?] ;
- : Croix de guerre 14-18. ;
- :  Médaille militaire des Évadés ;
- : Commandeur des Palmes académiques.